# قوات الضفادع البشرية الجزائرية
قوات الضفادع البشرية الجزائرية، هي فرقة (ضفادع بشرية)، تابعة ل البحرية الجزائرية أنشات أثناء حكم بن بلة الجزائر.

اللواء مالك نصيب يعطي التحية الشرفية ضفادع بشرية

## تاريخ
أن جيش التحرير الوطني أولى اهتمام خاصا لتكوين مثل هذه الفرق، حيث تم تأسيس أول فرقة سنة 1956 وكانت تضم ثمانية غواصين، كما أجرت التربصات الميدانية التي أجرتها الفرق بمصر، معرجا على تحويل قاعدة بحرية أسبانية تتواجد قبالة مدينة الناظور المغربية إلى مركز للتدريب، فإنّه تمّ اقتناء أدوات الغطس من إيطاليا، واختيار مجموعة من الشبان القادرين على أداء المهمة وعددهم ثمانين شخصا، بحيث خضعوا للتدريب بالقاعدة البحرية بالناظور وعلى 15 كلم من ميناء مليلة الذي كان تحت الحكم الإسباني، كان الشبان يغطسون ليلا، وهناك لا يمكن لفرنسا أكتشاف أمرهم، بحيث كانوا يتجوّلون أمام المراكب الفرنسية التي كانت متواجدة بالميناء وخلقوا للعدو حربا نفسية بتلغيم مراكبهم، التي كلفت بوضع ألغام ببواخر العدو الفرنسي في ظروف مناخية صعبة، أن مساهمة فرقة الضفادع البشرية في تزويد الثورة بالأسلحة وكذا مساهمتها في «تلغيم» عدة سفن بحرية تابعة للعدو وكذا دور مؤسسيها الأوائل في تكوين بقية الفرق التي ساهمت بدورها في تشكيل القوات البحرية الوطنية غداة الاستقلال.

## مهام الضفادع البشرية

### مهمة الاستطلاع الخاص والاستعلام
تتمثل في جمع المعلومات في محيط معادي، والمشاهدة بالعين (eye on target)، التعرف على الشاطئ أو التلال، بسط سلاسل
أو مثبتات للمجنزرات للتحظير لأي أنزال بحري، تحظير مخابئ خلف خطوط العدو.

### عمليات مباشرة
هجوم مباشر خاطف سريع ومحدد الزمن وعدد الأهداف، يتمثل في تخريب منشئات مينائية، سفن ومساندة القوات البحرية الجزائرية خلال العمليات وكذلك القبض أو خطف أهداف والتسلل بين خطوط العدو.

### مكافحة القرصنة البحرية
التدخل لإنقاذ الرهائن والقبض أو تصفية الارهابيين (القراصنة) في السفن والمنشئات البترولية العائمة.
- الحرب التقليدية:

وتكون بمساندة باقي القوات وأن أقتضى الأمر التدخل المباشر.

### المهام المختلطة
تتمثل في حماية الشخصيات والمساعدة الإنسانية في الإنقاذ واجلاء الرعايا ومساندة قوات مكافحة المخدرات والجريمة المنظمة في البحر، بفتح الطريق لهم وصارت الضفادع البشرية مطلوبة بقوة في هذا المجال خلال العشرين السنة الاخيرة.

## وصلات خارجية
- وزارة الدفاع الوطني الجزائري نسخة محفوظة 8 أكتوبر 2017 على موقع واي باك مشين.